# 中國人民解放軍第二野戰軍司令部舊址
中國人民解放軍第二野戰軍司令部舊址位於重慶市秀山土家族苗族自治縣中和鎮南關村，文物遺址年代為1949年，2000年9月7日列為第一批重慶市文物保護單位。